# 千島列島沖地震 (2007年)
2007年千島列島沖地震（2007ねんちしまれっとうおきじしん）は、日本時間で2007年（平成19年）1月13日午後1時23分頃に、千島海溝（新知島沖）付近で発生したモーメントマグニチュード(Mw)8.1（USGS、気象庁発表はMj8.2、Mw8.1、太平洋津波警報センター発表はM8.4）の地震。
破壊継続時間約50秒。2006年に発生した千島列島沖地震の震源は海溝の大陸プレート側における海溝型地震（プレート境界型地震）であったが、この地震は大きな海溝型地震の後に発生することのある、海溝に沈み込む前の海洋プレート（太平洋プレート）における正断層型のアウターライズ地震（海洋プレート内地震の一種）で、2006年に発生した地震の誘発地震である。
震源地は千島列島の新知島（シムシル島）東方沖の太平洋で、震源の深さは30km。この地震の影響で気象庁は午後1時36分、日本では北海道から和歌山県の太平洋沿岸部、伊豆諸島の沿岸部に津波警報や津波注意報を発表した。なお、この地震の名称は報道機関が便宜上付けた名称である。

## 地震
日本国内では、北海道・青森県・岩手県・宮城県で最大震度3を観測したほか、山形県・秋田県・福島県・長野県・栃木県・神奈川県・東京都・埼玉県・千葉県・兵庫県でも震度1～2を観測した。

## 津波

### 津波警報・津波注意報
- 日本の気象庁は、この地震で北海道太平洋沿岸東部、オホーツク海沿岸地域に津波警報を、北海道の日本海沿岸、東日本の太平洋沿岸と、伊豆諸島に津波注意報を発表した[3]。津波警報が発表されたオホーツク海沿岸では津波の高さが1mと予想された。津波注意報が解除された後、鹿児島県十島村で40cm、奄美市で20cmの津波が観測された[5]。
- 日本以外では、千島列島全域やアメリカ西海岸、ハワイ、フィリピン、台湾でも津波発生の恐れがあるとして警戒が行われた。
- その他、13時37分から緊急警報放送も合わせて実施した[6]。

## 避難指示・避難勧告
今回の津波警報・注意報に伴い、避難の指示や勧告が行われた。

### 避難勧告
| - 北海道 - 北見市 - 釧路市 - 網走市 - 釧路町 - 紋別市 - 根室市 - 稚内市（オホーツク海沿岸） - 厚岸町 - 標津町 - 小清水町 - 湧別町 - 佐呂間町 | - - 浜中町 - 枝幸町 - 別海町 - 白糠町 - 羅臼町 - 雄武町 - 斜里町 - 浜頓別町 - 興部町 - 猿払村 |

- 岩手県
  - 大船渡市・田野畑村